# Anne Marie Pepper
Anne Marie Pepper (27 de febrero de 1968) es una deportista australiana que compitió en judo. Ganó cinco medallas en el Campeonato de Oceanía de Judo entre los años 1985 y 1994.

## Palmarés internacional
| Campeonato de Oceanía | Campeonato de Oceanía      | Campeonato de Oceanía | Campeonato de Oceanía |
| Año                   | Lugar                      | Medalla               | Categoría             |
| --------------------- | -------------------------- | --------------------- | --------------------- |
| 1985                  | Auckland (Nueva Zelanda)   | Medalla de bronce     | –61 kg                |
| 1990                  | Papeete (Francia)          | Medalla de plata      | –61 kg                |
| 1992                  | Wellington (Nueva Zelanda) | Medalla de oro        | –66 kg                |
| 1994                  | Sídney (Australia)         | Medalla de bronce     | –66 kg                |
| 1994                  | Sídney (Australia)         | Medalla de bronce     | Abierta               |